# Wu-Tang Clan/Diskografie
Diese Diskografie ist eine Übersicht über die musikalischen Werke der US-amerikanischen Hip-Hop-Gruppe Wu-Tang Clan. Den Quellenangaben und Schallplattenauszeichnungen zufolge hat sie bisher mehr als 11,5 Millionen Tonträger verkauft, davon alleine in ihrer Heimat über neun Millionen. Ihre erfolgreichste Veröffentlichung ist das Debütalbum Enter the Wu-Tang (36 Chambers) mit mehr als 3,6 Millionen verkauften Einheiten.

## Alben

### Studioalben
| Jahr | Titel                           | Höchstplatzierung, Gesamtwochen, AuszeichnungChartplatzierungen (Jahr, Titel, Platzierungen, Wochen, Auszeichnungen, Anmerkungen) | Höchstplatzierung, Gesamtwochen, AuszeichnungChartplatzierungen (Jahr, Titel, Platzierungen, Wochen, Auszeichnungen, Anmerkungen) | Höchstplatzierung, Gesamtwochen, AuszeichnungChartplatzierungen (Jahr, Titel, Platzierungen, Wochen, Auszeichnungen, Anmerkungen) | Höchstplatzierung, Gesamtwochen, AuszeichnungChartplatzierungen (Jahr, Titel, Platzierungen, Wochen, Auszeichnungen, Anmerkungen) | Höchstplatzierung, Gesamtwochen, AuszeichnungChartplatzierungen (Jahr, Titel, Platzierungen, Wochen, Auszeichnungen, Anmerkungen) | Anmerkungen                                                                                 |
| Jahr | Titel                           | DE | AT | CH | UK | US | Anmerkungen                                                                                 |
| ---- | ------------------------------- | --- | --- | --- | --- | --- | ------------------------------------------------------------------------------------------- |
| 1993 | Enter the Wu-Tang (36 Chambers) | — | — | CH57 a (1 Wo.)CH | UK83 Platin · (3 Wo.)UK | US41 ×3Dreifachplatin · (43 Wo.)US                                                                                                | Erstveröffentlichung: 9. November 1993 Verkäufe: + 3.685.000                                |
| 1997 | Wu-Tang Forever                 | DE8 (21 Wo.)DE | AT17 (14 Wo.)AT | CH11 Gold · (14 Wo.)CH | UK1 Gold · (14 Wo.)UK | US1 ×4Vierfachplatin · (41 Wo.)US                                                                                                 | Erstveröffentlichung: 3. Juni 1997 Verkäufe: + 2.342.500                                    |
| 2000 | The W                           | DE11 Gold · (15 Wo.)DE | AT13 (15 Wo.)AT | CH24 (13 Wo.)CH | UK19 Gold · (14 Wo.)UK | US5 Platin · (17 Wo.)US | Erstveröffentlichung: 21. November 2000 Verkäufe: + 1.400.000                               |
| 2001 | Iron Flag                       | DE44 (6 Wo.)DE | AT36 (7 Wo.)AT | CH39 (9 Wo.)CH | UK77 (2 Wo.)UK | US32 Gold · (13 Wo.)US | Erstveröffentlichung: 18. Dezember 2001 Verkäufe: + 500.000                                 |
| 2007 | 8 Diagrams                      | DE79 (1 Wo.)DE | — | CH19 (5 Wo.)CH | — | US25 (9 Wo.)US | Erstveröffentlichung: 11. Dezember 2007 Verkäufe: + 200.000                                 |
| 2014 | A Better Tomorrow               | DE64 (1 Wo.)DE | AT51 (1 Wo.)AT | CH21 (2 Wo.)CH | UK74 (1 Wo.)UK | US29 (2 Wo.)US | Erstveröffentlichung: 2. Dezember 2014 Verkäufe: + 60.000                                   |
| 2015 | Once Upon a Time in Shaolin     | — | — | — | — | — | Erstveröffentlichung: 25. November 2015 als Einzelstück versteigert                         |
| 2025 | Black Samson                    | — | — | CH20 (1 Wo.)CH | — | — | Erstveröffentlichung: 12. April 2025 mit Mathematics; Veröffentlichung zum Record Store Day |

### Kompilationen
| Jahr | Titel                           | Höchstplatzierung, Gesamtwochen, AuszeichnungChartplatzierungen (Jahr, Titel, Platzierungen, Wochen, Auszeichnungen, Anmerkungen) | Höchstplatzierung, Gesamtwochen, AuszeichnungChartplatzierungen (Jahr, Titel, Platzierungen, Wochen, Auszeichnungen, Anmerkungen) | Höchstplatzierung, Gesamtwochen, AuszeichnungChartplatzierungen (Jahr, Titel, Platzierungen, Wochen, Auszeichnungen, Anmerkungen) | Höchstplatzierung, Gesamtwochen, AuszeichnungChartplatzierungen (Jahr, Titel, Platzierungen, Wochen, Auszeichnungen, Anmerkungen) | Höchstplatzierung, Gesamtwochen, AuszeichnungChartplatzierungen (Jahr, Titel, Platzierungen, Wochen, Auszeichnungen, Anmerkungen) | Anmerkungen                                                                     |
| Jahr | Titel                           | DE | AT | CH | UK | US | Anmerkungen                                                                     |
| ---- | ------------------------------- | --- | --- | --- | --- | --- | ------------------------------------------------------------------------------- |
| 1998 | The Swarm                       | DE29 (10 Wo.)DE | — | — | UK81 (1 Wo.)UK | US4 Gold · (10 Wo.)US | Erstveröffentlichung: 21. Juli 1998 Verkäufe: + 500.000; als Wu-Tang Killa Bees |
| 1999 | Wu-Chronicles                   | DE55 (5 Wo.)DE | — | — | — | US25 (9 Wo.)US | Erstveröffentlichung: 23. März 1999                                             |
| 2001 | Wu-Chronicles, Chapter 2        | — | — | — | — | US72 (4 Wo.)US | Erstveröffentlichung: 3. Juli 2001                                              |
| 2002 | The Sting                       | — | — | — | — | US46 (6 Wo.)US | Erstveröffentlichung: 12. März 2002 als Wu-Tang Killa Bees                      |
| 2004 | Disciples of the 36 Chambers    | — | — | — | — | US82 (4 Wo.)US | Erstveröffentlichung: 28. September 2004                                        |
| 2004 | Legend of the Wu-Tang Clan      | — | — | — | UK— GoldUK | US72 (2 Wo.)US | Erstveröffentlichung: 26. Oktober 2004 Verkäufe: + 100.000                      |
| 2005 | Wu-Tang Meets the Indie Culture | — | — | — | — | US190 (1 Wo.)US | Erstveröffentlichung: 18. Oktober 2005                                          |
| 2009 | Wu-Tang Chamber Music           | — | — | — | — | US49 (2 Wo.)US | Erstveröffentlichung: 30. Juni 2009                                             |
| 2011 | Legendary Weapons               | — | — | — | — | US41 (2 Wo.)US | Erstveröffentlichung: 26. Juli 2011                                             |
| 2017 | The Saga Continues              | DE37 (1 Wo.)DE | AT29 (1 Wo.)AT | CH10 (4 Wo.)CH | UK42 (1 Wo.)UK | US15 (2 Wo.)US | Erstveröffentlichung: 13. Oktober 2017                                          |

Weitere Kompilationen
- 2007: Wu-Tang Clan & Friends Unreleased
- 2007: Wu-Tang Clan’s Greatest Hits
- 2007: Wu-Box: Cream of the Clan
- 2007: Return of the Swarm
- 2007: Return of the Swarm, Vol. 4
- 2007: Wu XM Radio
- 2007: Lost Anthology
- 2008: Return of the Swarm, Vol. 5
- 2008: Soundtracks from the Shaolin Temple
- 2008: Wu: The Story of the Wu-Tang Clan
- 2008: Killa Bees Attack
- 2009: Wu-Tang Meet the Indie Culture, Vol. 2
- 2013: The Essential Wu-Tang Clan

## Singles

### Als Leadmusiker
| Jahr | Titel Album                                | Höchstplatzierung, Gesamtwochen, AuszeichnungChartplatzierungen (Jahr, Titel, Album, Platzierungen, Wochen, Auszeichnungen, Anmerkungen) | Höchstplatzierung, Gesamtwochen, AuszeichnungChartplatzierungen (Jahr, Titel, Album, Platzierungen, Wochen, Auszeichnungen, Anmerkungen) | Höchstplatzierung, Gesamtwochen, AuszeichnungChartplatzierungen (Jahr, Titel, Album, Platzierungen, Wochen, Auszeichnungen, Anmerkungen) | Höchstplatzierung, Gesamtwochen, AuszeichnungChartplatzierungen (Jahr, Titel, Album, Platzierungen, Wochen, Auszeichnungen, Anmerkungen) | Höchstplatzierung, Gesamtwochen, AuszeichnungChartplatzierungen (Jahr, Titel, Album, Platzierungen, Wochen, Auszeichnungen, Anmerkungen) | Anmerkungen                                                                    |
| Jahr | Titel Album                                | DE | AT | CH | UK | US | Anmerkungen                                                                    |
| ---- | ------------------------------------------ | --- | --- | --- | --- | --- | ------------------------------------------------------------------------------ |
| 1993 | Method Man Enter the Wu-Tang (36 Chambers) | — | — | — | — | US69 (14 Wo.)US | Erstveröffentlichung: 3. August 1993                                           |
| 1994 | C.R.E.A.M. Enter the Wu-Tang (36 Chambers) | — | — | — | UK— GoldUK | US60 Gold (Mastertone) · (16 Wo.)US | Erstveröffentlichung: 31. Januar 1994 Verkäufe: + 1.005.000                    |
| 1997 | Triumph Wu-Tang Forever                    | — | — | — | UK46 (4 Wo.)UK | US— PlatinUS | Erstveröffentlichung: 11. Februar 1997 Verkäufe: + 1.000.000; feat. Cappadonna |
| 2000 | Gravel Pit The W                           | DE5 Gold · (21 Wo.)DE | AT23 (15 Wo.)AT | CH9 (23 Wo.)CH | UK6 Gold · (13 Wo.)UK | — | Erstveröffentlichung: 5. Dezember 2000 Verkäufe: + 650.000                     |
| 2001 | Careful (Click, Click) The W               | DE76 (4 Wo.)DE | — | — | — | — | Erstveröffentlichung: 17. Juli 2001                                            |

Weitere Singles
- 1993: Protect Ya Neck (UK: Silber)
- 1994: Da Mystery of Chessboxin’
- 1994: Can It Be All So Simple
- 1995: Wu-Tang Clan Ain’t Nuthing ta F’ Wit
- 1997: Triumph
- 1997: It’z Yourz
- 1998: Reunited
- 2002: Uzi (Pinky Ring)
- 2002: Back in the Game
- 2002: Rules
- 2007: The Heart Gently Weeps
- 2007: Take it Back
- 2013: Family Reunion
- 2014: Keep Watch
- 2014: Ron O’Neal
- 2017: People Say
- 2023: Claudine (mit Mathematics)
- 2025: Mandingo (mit Mathematics)
- 2025: Warriors Two, Cooley High (mit Mathematics)

### Als Gastmusiker
| Jahr | Titel Album                                | Höchstplatzierung, Gesamtwochen, AuszeichnungChartplatzierungen (Jahr, Titel, Album, Platzierungen, Wochen, Auszeichnungen, Anmerkungen) | Höchstplatzierung, Gesamtwochen, AuszeichnungChartplatzierungen (Jahr, Titel, Album, Platzierungen, Wochen, Auszeichnungen, Anmerkungen) | Höchstplatzierung, Gesamtwochen, AuszeichnungChartplatzierungen (Jahr, Titel, Album, Platzierungen, Wochen, Auszeichnungen, Anmerkungen) | Höchstplatzierung, Gesamtwochen, AuszeichnungChartplatzierungen (Jahr, Titel, Album, Platzierungen, Wochen, Auszeichnungen, Anmerkungen) | Höchstplatzierung, Gesamtwochen, AuszeichnungChartplatzierungen (Jahr, Titel, Album, Platzierungen, Wochen, Auszeichnungen, Anmerkungen) | Anmerkungen                                                 |
| Jahr | Titel Album                                | DE | AT | CH | UK | US | Anmerkungen                                                 |
| ---- | ------------------------------------------ | --- | --- | --- | --- | --- | ----------------------------------------------------------- |
| 1998 | Insane / Say What You Want White on Blonde | — | — | CH39 (5 Wo.)CH | UK4 (9 Wo.)UK | — | Erstveröffentlichung: 9. März 1998 Texas feat. Wu-Tang Clan |

## Videoalben
- 2004: Disciples of the 36 Chambers: Chapter II, Live-Aufnahmen
- 2008: Live at Montreux 2007

## Statistik

### Chartauswertung
|                     | DE    | AT    | CH    | UK    | US     |
| ------------------- | ----- | ----- | ----- | ----- | ------ |
| Nummer-eins-Alben   | DE—DE | AT—AT | CH—CH | UK1UK | US1US  |
| Top-10-Alben        | DE1DE | AT—AT | CH1CH | UK1UK | US3US  |
| Alben in den Charts | DE8DE | AT5AT | CH8CH | UK7UK | US16US |

|                       | DE    | AT    | CH    | UK    | US    |
| --------------------- | ----- | ----- | ----- | ----- | ----- |
| Nummer-eins-Singles   | DE—DE | AT—AT | CH—CH | UK—UK | US—US |
| Top-10-Singles        | DE1DE | AT—AT | CH1CH | UK2UK | US—US |
| Singles in den Charts | DE2DE | AT1AT | CH2CH | UK3UK | US2US |

### Auszeichnungen für Musikverkäufe
| Goldene Schallplatte - Dänemark - 2019: für das Album Wu-Tang Forever - 2023: für das Album Enter the Wu-Tang (36 Chambers) - 2024: für die Single C.R.E.A.M. - Kanada - 2001: für das Album The W - 2005: für das Videoalbum Disciples of the 36 Chambers: Chapter II - Neuseeland - 1997: für das Album Wu-Tang Forever | Platin-Schallplatte - Australien - 2021: für das Album Enter the Wu-Tang (36 Chambers) - Neuseeland - 2023: für das Album Enter the Wu-Tang (36 Chambers) 2× Platin-Schallplatte - Kanada - 1997: für das Album Wu-Tang Forever - Neuseeland - 2024: für die Single C.R.E.A.M. 3× Platin-Schallplatte - Kanada - 2025: für das Album Enter the Wu-Tang (36 Chambers) |

Anmerkung: Auszeichnungen in Ländern aus den Charttabellen bzw. Chartboxen sind in ebendiesen zu finden.
| Land/RegionAuszeichnungen für Musikverkäufe (Land/Region, Auszeichnungen, Verkäufe, Quellen) | Silber  | Gold       | Platin       | Verkäufe  | Quellen              |
| -------------------------------------------------------------------------------------------- | ------- | ---------- | ------------ | --------- | -------------------- |
| Australien (ARIA)                                                                            | —       | —          | Platin1      | 70.000    | aria.com.au          |
| Dänemark (IFPI)                                                                              | —       | 3× Gold3   | —            | 65.000    | ifpi.dk              |
| Deutschland (BVMI)                                                                           | —       | 2× Gold2   | —            | 400.000   | musikindustrie.de    |
| Kanada (MC)                                                                                  | —       | 2× Gold2   | 5× Platin5   | 555.000   | musiccanada.com      |
| Neuseeland (RMNZ)                                                                            | —       | Gold1      | 3× Platin3   | 82.500    | radioscope.co.nz NZ2 |
| Schweiz (IFPI)                                                                               | —       | Gold1      | —            | 25.000    | hitparade.ch         |
| Vereinigte Staaten (RIAA)                                                                    | —       | 4× Gold4   | 9× Platin9   | 9.000.000 | riaa.com             |
| Vereinigtes Königreich (BPI)                                                                 | Silber1 | 5× Gold5   | Platin1      | 1.600.000 | bpi.co.uk            |
| Insgesamt                                                                                    | Silber1 | 18× Gold18 | 19× Platin19 |           |                      |